# Асадо
Асадо (на испански: Asado) е термин, с който се означават както начина (техниката) за приготвяне на месо (основно говеждо), месни продукти и зеленчуци, чрез печенето им на дървени въглища, върху нагорещена скара, наречена „париля“ или на открит огън, така и самото социално събитие, на което се приготвя и сервира печено месо и месни продукти в Аржентина, Уругвай, Парагвай, Чили, Колумбия и Южна Бразилия. В тези страни „асадо“ е стандартна дума за скара, барбекю, парти и в същото време традиционно ястие.
Обикновено асадо се приготвя от месо, наденици или и двете, печени на скара на дървени въглища. Месото може да бъде говеждо, свинско, агнешко, козе и пилешко. Могат да се използат и кървавица, чревца, момици и други органи. Асадо се сервира горещо. Подходящи сосове са Chimichurri – сос от нарязан магданоз, сушен риган, чесън, сол, черен пипер, лук и червен пипер със зехтин, или Salsa criolla – сос от домати и лук в оцет.
Асадо се консумира с хляб и салати от маруля, домати и лук, или със зеленчуци на скара, смес от картофи, царевица, лук и патладжан, приготвени на грил и овкусени със зехтин и сол. Заедно с асадо се пият червени вина, бира, вино, газирана вода и други напитки. За десерт обикновено се поднасят пресни плодове.
Друга традиционна форма, използвана основно в Аржентина и Чили, е печене на цяло животно (обикновено агне или прасе) на дървен шиш и изложено на топлината на живи въглени. Този тип асадо се нарича „Асадо Ал Пало“.
Месото за приготвяне на асадо не се маринова, единствено се осолява преди и/или по време на печенето. Също така, топлината и разстоянието от дървените въглища се контролират, за да се осигури бавно готвене, и приготвянето на асадо по този начин обикновено отнема около два часа. Освен това, не се препоръчва мазнината от месото да капе върху въглищата, за да не придобие месото вкус на дим, като в някои случаи на приготвяне на асадо зоната непосредствено под месото се поддържа чиста от въглища.